# Muscle Shoals (Alabama)
Muscle Shoals ist eine US-amerikanische Stadt in Alabama im Colbert County. Das U.S. Census Bureau hat bei der Volkszählung 2020 eine Einwohnerzahl von 16.275 ermittelt.

## Geographie
Muscle Shoals' geographische Koordinaten sind 34° 45′ N, 87° 39′ W (34,750788, −87,650278).
Nach den Angaben des United States Census Bureaus, hat die City eine Fläche von 31,5 km². Obwohl die Stadt am Tennessee River liegt, gehören zum Stadtgebiet keine nennenswerten Gewässerflächen.

## Geschichte
Der Ortsname ist eine direkte Übersetzung aus der Cherokeesprache in das Englische; demnach hieß der Ort ursprünglich daguna hi „Muschelort“. Der englische Name setzt sich aus muscle, einer veralteten Schreibweise für Muschel, und der Pluralform von shoal „flache Stelle im Wasser“, zusammen.
Ein Gebäude in Muscle Shoals ist im National Register of Historic Places aufgeführt, die FAME Studios (Stand 12. Juli 2019). Im Jahr 1974 wurde die Non-Profit-Organisation International Fertilizer Development Center mit Sitz in Muscle Shoals gegründet.

## Demografie
Zum Zeitpunkt des United States Census 2010 bewohnten Muscle Shoals 13.164 Personen und damit 10.240 mehr als vor 10 Jahren. Die Bevölkerungsdichte betrug 326,4 Personen pro km². Es gab 5.321 Haushalte und damit durchschnittlich 140,3 pro km².
Die Bevölkerung Muscle Shoals' bestand zu 80,6 % aus Weißen, 15,3 % Schwarzen oder African American,
0,3 % amerikanischen Ureinwohnern, 0,9 % Asiaten, 1,3 % aus anderen Rassen und 1,6 % Hawaiianern oder Pazifikinsulanern. Hispanos oder Latinos jeder Rasse machten 2,7 % der Bevölkerung aus.
Es gab 5.321 Haushalte, von denen 31,1 % mit Kindern unter 18 Jahren lebten, 54,4 % verheiratete Paare waren, die zusammen lebten, 12,9 % eine weibliche Haushaltsvorstandsperson ohne Ehemann hatten und 29,2 % keine Familien waren. 26,2 % aller Haushalte bestanden aus Einzelpersonen, und in 11,3 % lebte jemand allein, der 65 Jahre oder älter war. Die durchschnittliche Haushaltsgröße betrug 2,44 und die durchschnittliche Familiengröße 2,93.
In der Stadt verteilte sich die Bevölkerung mit 23,6 % unter 18 Jahren, 8,1 % zwischen 18 und 24 Jahren, 24,9 % zwischen 25 und 44 Jahren, 27,3 % zwischen 45 und 64 Jahren und 16,0 % im Alter von 65 oder 65 Jahren älter. Das Durchschnittsalter betrug 40,1 Jahre. Auf 100 Frauen kamen 90,5 Männer. Auf 100 Frauen ab 18 Jahren kamen 91,9 Männer.
Das mittlere Haushaltseinkommen in der Stadt betrug 48.134 USD und das Durchschnittseinkommen einer Familie 60.875 USD. Männer hatten ein mittleres Einkommen von 41.061 $ gegenüber 37.576 $ für Frauen. Das Pro-Kopf-Einkommen der Stadt betrug 23.237 $. Etwa 8,3 % der Familien und 10,6 % der Bevölkerung lebten unterhalb der Armutsgrenze, darunter 19,9 % der unter 18-Jährigen und 4,8 % der über 65-Jährigen.

## Söhne und Töchter der Stadt
- Donna Godchaux (* 1945), Sängerin
- Ozzie Newsome (* 1956), American-Football-Spieler